# Лу Џивеи
Лу Џивеи (кин. 陆志韦; пин'јин: Lù Zhìwéi; 6. фебруар 1894 - 21. новембар 1970) је био психолог, лингвиста и фонолог. Рођен је у Вусингу, у провинцији Џеђанг. Био је члан одсека за филозофију и друштвене науке Кинеске академије наука, и председник Удружења психолога Кине. 

## Биографија
Године 1915, отишао је на студије у Сједињене Америчке Државе, а 1920. је дипломирао на Универзитету у Чикагу, на катедри за психологију. Тема његовог доктората је била „Услови ретенције“.
Исте године се вратио у Кину и почео да предаје у једној вишој школи у Нанђингу, која је касније прерасла у универзитет где је Лу био професор психологије и шеф катедре све до зиме 1926. године. У овом периоду предавао је физиолошку психологију, системску психологију, експерименталну психологију, компаративну психологију, психологију религије, историју психологије, општу психологију и друге предмете. Први је у Кини представио учења Ивана Павлова и увео западне савремене теорије и методе психологије. 
Године 1927. отишао је у Пекинг и био постављен за професора психологије на Универзитету Јенђинг. Године 1933. отишао је на Универзитет у Чикагу и на одсеку за биологију наставио усавршавање у области психологије. Године 1934. вратио се у Кину и постао ректор на Универзитету Јенђинг. Лу је једном приликом изјавио: „Американци су платили да се изгради Универзитет Јенђинг, али тај Универзитет није амерички.“  После инцидента код моста Марка Пола (кин. 七七事变), од 1938. године, психолошка истраживања су заустављена, па је Лу почео да од Ванг Ђинг Руа (кин. 王静如) учи фонологију династије Ћинг и учење Бернхарда Карлгрена. Године 1939. објавио је многе радове, међу њима и један под именом „Звучни иницијали кинеског језика“ . Августа 1941. године, заједно са великим бројем професора Универзитета, ухапшен је од стране јапанске војске. У мају 1942. године, изашао је из затвора и почео да истражује класични кинески и 1943. завршио је први рукопис дела „Увод у изговор класичног кинеског језика“. После победе над Јапаном, 10. октобра 1945. председавао је обновљеним Универзитетом Јенђинг. 
Године 1949, Националистичка партија Кине (кин. 国民党) покушала је да склони учене људе из континенталне Кине, али је Лу одбио да напусти Пекинг. Марта 1949. године Мао Цедунг (кин. 毛泽东) и остале вође Комунистичке партије Кине дошле су у Пекинг и Лу је заједно са многим познатим демократама отишао на аеродром да их поздрави. После успостављања Народне Републике Кине и под утицајем Корејског рата, почетком 1950-их година је био члан радне групе која је за циљ имала преобликовање идеологије на Универзитету Јенђинг.  Када је 1949. године Универзитет реформисан, прешао је у институт за истраживање језика Кинеске академије наука. После избијања Културне револуције, Лу је био критикован као и многи интелектуалци. 21. новембра 1970. године Лу Џивеи је умро од болести у Пекингу.